# Ronald Baroni
Ronald Pablo Baroni Ambrosi (Lima, 8 aprile 1966) è un ex calciatore peruviano, di ruolo attaccante, figlio di padre argentino.

## Carriera

### Club
Il suo debutto da professionista è avvenuto nel 1986 con la maglia del club argentino Quilmes. Ha vinto per due volte il campionato peruviano con l'Universitario. Il 1999 è stato l'anno del suo ritiro.
| Club                      | Paese      | Anno        |
| ------------------------- | ---------- | ----------- |
| Quilmes                   | Argentina  | 1986 - 1987 |
| Rosario Central           | Argentina  | 1988 - 1989 |
| Deportes Concepción       | Cile       | 1989 - 1990 |
| O'Higgins                 | Cile       | 1991        |
| Universitario de Deportes | Perù       | 1992 - 1993 |
| Deportivo Municipal       | Perù       | 1994        |
| FC Porto                  | Portogallo | 1994 - 1995 |
| Felgueiras                | Portogallo | 1995 - 1996 |
| Ankaragücü                | Turchia    | 1996 - 1998 |
| Deportivo Municipal       | Perù       | 1998        |
| FBC Melgar                | Perù       | 1999        |
| Deportivo Cali            | Colombia   | 1999        |

### Nazionale
Ha giocato 19 partite con la maglia della Nazionale peruviana, segnando 4 reti. Il suo debutto è avvenuto il 23 gennaio
1993, in un'amichevole con il Venezuela.

## Palmarès

### Campionati nazionali
| Titolo                         | Club          | Paese | Anno |
| ------------------------------ | ------------- | ----- | ---- |
| Campionato peruviano di calcio | Universitario | Perù  | 1992 |
| Campionato peruviano di calcio | Universitario | Perù  | 1993 |